# 機動戦士ガンダム ギレン暗殺計画
『機動戦士ガンダム ギレン暗殺計画』（きどうせんしガンダム ギレンあんさつけいかく）は、Ark Performanceの漫画作品。原作は富野由悠季。原案は矢立肇。全4巻。

## 概要
角川書店の漫画雑誌『ガンダムエース』にて2007年10月号から2010年3月号にかけて連載された。アニメ『機動戦士ガンダム』の舞台である一年戦争末期、ジオン公国総帥ギレン・ザビ暗殺計画が存在した、という設定の下に、陰謀に関わった人々、当時のジオンの状況などを、終戦後ジオン本国に入った連邦軍の調査で発見された極秘資料、及び記録映像等を元に再構成したドキュメンタリー『“一年戦争”終戦20週年特別番組 ギレン暗殺計画 〜ジオン最後の一週間〜』（U.C.0100放送）の映像として描く。

## あらすじ
宇宙世紀0079年12月、サイド3で発生した要人爆殺テロ事件を捜査するジオン国家公安部捜査官レオポルド・フィーゼラーは、総帥府勤務の幼馴染みエリース・アン・フィネガンに呼び出され、謎のメモリーディスクを手渡される。メモリーディスクの中身はレオポルドが専任捜査している連続爆破テロ事件の計画と関連データであった。暗殺実行済を含む要人リストの最後にはジオン公国総帥ギレン・ザビの名前があった。
レオポルドは捜査を行う内に、ジオン公国内に潜む闇を垣間見る。自身も謀殺されそうになりながらも要人暗殺実行犯であり、自分のかつての教官でもあるランス・ガーフィールド中佐の元へと辿り着くが、時既に遅く、ギレン・ザビとザビ家親衛隊主力部隊のズム・シティ不在の情報を得て、首都防衛大隊を中心とした反ザビ家のクーデターが勃発。
クーデター軍とズム・シティ残留のザビ家親衛隊との間で激しいコロニー内戦闘が繰り広げられる最中、レオポルドは総帥府のセシリア・アイリーンと面会する。セシリアはこのクーデターの真の首謀者としてキシリア・ザビの名を挙げ、レオポルドにキシリアの逮捕を依頼するが、レオポルドは「ギレン暗殺計画」の首謀者“レギンレイヴ”としてセシリア・アイリーン逮捕を告げる。レオポルドを射殺しようとするセシリアだったが、そこへオレグ副首相が宇宙要塞ア・バオア・クーの陥落とギレン・ザビ総帥の戦死の報を伝える。セシリアによる「ギレン暗殺計画」であぶりだされた反ギレン派を一掃する計画は、ここに水泡に帰した。
オレグ副首相は、クーデターを治め政治安定を取り戻すべく、ギレン戦死の報を携えアンリ准将への特使となることをレオポルドに依頼する。

### その後
レオポルド・フィーゼラーはジオン共和国の下院議員として活躍。
エリース・アン・フィネガンは事件の三年後共和国に帰還し、その後フィーゼラー家の秘書官長として同家を切り盛りしている。 
アンリ・シュレッサーは停戦直後、反乱首謀の容疑者として自ら出頭、その場で逮捕され軍法裁判で銃殺刑の判決を言い渡されるがジオン共和国復興による特赦により罪一等を減ぜられ終身刑となる。その後の安否は不明。
セシリア・アイリーンは戦後参考人として連邦軍に引き渡された。その後の安否は不明。
フィーリウス・ストリーム、ガイウス・ゼメラ、バネッサ・バーミリオンは戦後偽名を使い、アナハイム・エレクトロニクスのテストパイロットとなった後グリプス戦役ではカラバに参加。その後、連邦軍所属になった。

## 登場人物
レオポルド・フィーゼラー
本作の主人公。ジオン公国国家公安部1課所属の捜査官。
元々はMSパイロット志願した候補生であったが開戦後に地球に降りた際に行われた適性試験で撥ねられている。格闘なども全然ダメで、もし適性試験に落ちていなかったらオデッサで死んでいたと自嘲している。サイド3に帰還後、ジオニック社創設の功労者であった祖父のコネによって入庁。出世欲が薄く目立つことを嫌い、自ら望む形で窓際的立場に追いやられる。要人暗殺連続爆破テロ事件の捜査担当になるが、事件解決の見込みが低いせいか、内心では事件が解明しなかった際の責任を押し付けられ、辞職を迫られるものと思っている。
エリース・アン・フィネガン
ジオン総帥府勤務のエリート。レオポルドとは幼馴染みで妹のような存在であり、「お兄ちゃん」と呼んで慕っている。勤務先での態度は有能で怜悧な印象をもたせるが、レオポルドの前ではひどく子供っぽい態度をとる。偶然盗み見てしまった極秘ファイルの入ったメモリーディスクの処理に困り、レオポルドに相談を持ちかけるが、これは第一秘書セシリアの命令で、総帥府（“レギンレイヴ”）の計画にレオポルドを巻き込んで利用するための作為であった。エリースは命令に反しない範囲内でレオポルドを守り「英雄」に仕立て上げようとしたが、最終的にはレオポルドに悟られて「作られた英雄にはなりたくない」と拒絶されてしまう。
ランス・ガーフィールド
ジオン公国軍中佐。レオポルドのかつての教官であり、MS適正試験においてレオポルドを不合格にした張本人。
元はMSパイロットであったが、オデッサ戦で負傷し右腕を失ったため前線勤務から外されてサイド3首都防衛大隊に転属、現在は首都防衛大隊第1中隊長を務め、大隊長不在時には指揮官代理を兼務する。片腕でも操縦できるように操縦系統を改修した白いグフカスタム“ヴァイス・ローゼ”を愛機としており、片腕でも充分エースとして通用する程の腕前を持つ。総帥暗殺を目論む組織「ワルキューレ」に所属しており、組織内のコードネームは“フリスト”。フィーリウスにはわざと勝利を譲られたと嘆かれるが、死に繋がる勝敗の真相は不明である。
アンリ・シュレッサー
ジオン公国軍准将。首都防衛師団の副官を務めると共に、戦傷兵で構成されたサイド3首都防衛大隊を率いる。元はサイド3に駐留した地球連邦軍将校で、ジオン・ズム・ダイクンの思想に共感し招聘され、ジオン共和国国防軍創設に携わる。ダイクンの死亡とザビ家の台頭により一時期は士官学校教授職に就いており、その時の教え子にデイビット・シラーやセシリア・アイリーンもいる。その後、首都防衛師団、首都防衛大隊創設をギレン・ザビに進言、これが受け入れられ、現在の立場に至っている。
「ワルキューレ」の中心人物でもあり“ヘルフィヨトル”のコードネームを持つ。“レギンレイヴ”によるギレン・ザビ暗殺計画に乗ったふりをしながら、ギレン・ザビ、およびザビ家親衛隊不在の虚を突き首都防衛大隊と首都防衛師団とでクーデターを仕掛ける。戦力的にはなおも劣勢であったものの、首都残存の親衛隊を分断、逐次戦力投入をせざるを得ない状況を作り出し、終始優位に戦闘を進めた。
デイビット・シラー
元ジオン公国国家公安部捜査官。宇宙世紀0078年に発生した総帥暗殺未遂事件の捜査を担当していたが、独立戦争開戦直前に失踪。
いち早く総帥暗殺未遂事件（U.C.0078）の真相に辿り着くが、ギレン派に拉致されサイド6に隠遁させられる。その後は、秘匿回線を使用してチェス対局などギレンの話相手となっていた。面会したジャン・マリー・ソクラテスの言では地球に降り、ほとぼりが冷めたころに事のギレンとの会話内容などを出版するつもりとのことである。連邦の複数の機関が行方を追っているが、一向に足取りは掴めない。
短期間ではあるが、首都防衛師団に在籍していたこともある。首都防衛師団長ロートレック少将とは失踪後も極秘に連絡を取り合っていた。
ジャン・マリー・ソクラテス
ジオン公国国家公安部のベテラン捜査官で、レオポルドの同僚。公安部1課長の策略によって拘束されたレオポルドの脱獄を手助けするなど一見協力的に見えるが、裏で首都防衛師団長ロートレック少将と繋がっており、レオポルドが真相に辿り着けるように工作を行っていた。
モンティ
ジオン公国国家公安部鑑識官。レオポルドやジャン・マリーとも昵懇。レオポルドの持ち込んだメモリーディスクの解析を行うが、本格的な解析には時間を要すると見切りをつけ、似たようなデータ構造を持つ特殊OSの情報をレオポルドに伝えた。恐妻家で、非番だったのにレオポルドに呼び出されたことで、買い物の約束を反故にしたことに恐々としていた。
バリー・エドモンド
ジオン公国国家公安部長。「ワルキューレ」の1人であったが、レオポルド拘束後に“フリスト”によって砲撃され死亡。
ビリー・モーガン
ジオン公国国家公安部1課長。エドモンド部長と同様に「ワルキューレ」の1人であり、砲撃され死亡する。野心的な態度を崩さないエドモンドと違って、政争にはうんざりしていたようで、革命成功後はサイド6への移住と資金を要求していた。また、自身の陰謀でレオポルドを拘束した際も殺害には否定的だった。
ライジェル・フォン・ムーア
ジオン公国軍大尉。サイド3首都防衛大隊の連絡将校として総帥府に派遣されている。
エリースが拾ったメモリーディスクの落とし主。表向きは総帥府のスパイとして首都防衛大隊の動向を監視していたが、実は二重スパイで、総帥府に首都防衛大隊決起の目的およびタイミングのニセ情報をリークしながら、総帥府の内部情報を収集していた。首都防衛大隊が決起した後も武装蜂起を妨げないよう総帥府に留まり、総帥府の作戦本部で首都防衛大隊による主要施設の制圧が順調に進んでいるのを見届けながら自らが二重スパイである事実を告白した直後、激昂した本国親衛隊司令官（少将）に射殺された。
ギレン・ザビ
ジオン公国総帥。「ワルキューレ」の標的。アンリ・シュレッサーらクーデター部隊はその所在情報を求めていたが、これは暗殺のためではなく、ズム・シティを不在にしていることで親衛隊など大部分の部隊も合わせてズム・シティから移動するためであり、クーデターの成否に関わる問題であったためである。
セシリア・アイリーン
ギレンの秘書でエリースの上司である。失踪した公安のデイビット・シラーとは士官学校の同期で共にアンリ・シュレッサーの下で学んでいた。
ギレン統治によるジオン公国の安泰のため“レギンレイヴ”として「ワルキューレ」を裏から操り、反ギレン派の一掃と、ギレンと対立していたキシリアの逮捕を画策。首都防衛大隊のクーデターを手引きするが、キシリア逮捕を担うはずの役者であったレオポルドに真相を見抜かれ、加担を拒否されたため、彼を射殺しようとするが、直後にア・バオア・クー戦終結とギレンの死により真相が露見したため拘束された。
オレグ副首相からギレンの死を知らされた際には激しく動揺している。
ダルシア・バハロ
ジオン公国首相。公王デギン・ザビの意を受けて連邦との和平交渉のために月へ向かい、和平と共和国自治権獲得に成功した。
ギレンとは意見は合わなかったが、ダルシアを首相に推したのはギレン本人だった。ただし、これは反ギレン派に対する懐柔であり、ギレン主導で全てが画一化されている議会では実質的な権力を持たなかった。
オレグ
ジオン公国副首相。ダルシア首相不在間の最高位者としてア・バオア・クー陥落後に臨時政府を率いて親衛隊の武装解除と首都防衛大隊との停戦を成立させた。
ロートレック・ハミルトン
首都防衛師団長。階級は少将。自身を「オペラ三昧の役立たず」「高給取りの無駄飯食い」と卑下する。
デイビット・シラーの発案によるオペラ俳優を伝言役に介した通信方法で多くの情報をやり取りしていた。旧知の仲であるアンリ・シュレッサーを救うべく、レオポルド・フィーゼラーが総帥府（“レギンレイヴ”）の計画を捜査し、真相に近づくよう、ジャン・マリー・ソクラテスを通じて働きかけた。
オペラ鑑賞の際に客席を観察することで、ラル家、サハリン家の没落とトト家の隆盛などジオン公国内部の権勢の推移を傍観している。
アンリ・シュレッサーとは旧知であり、クーデターを起こすに当たって自身の参加は拒否するものの、揮下の首都防衛師団がクーデターに与することを黙認した。自身はあくまでも歴史の傍観者たる立場を貫く。
キシリア・ザビ
ジオン軍突撃機動軍司令官でギレンの妹。突撃機動軍の本拠地であるグラナダの基地司令が死亡したことによる混乱からの建て直しの時間を稼ぐため密かにアンリに使者を送って接触を図っている。
カイル・クライン
突撃機動軍情報部所属でありキシリア・ザビの側近。キシリア・ザビによるクーデター容認、および支援の意志と弾薬類の提供、キシリア・ザビ旗下のシャア・アズナブルがジオン・ズム・ダイクンの遺児であるという情報を持ってアンリ・シュレッサーに接する。
また、カイル・クラインがアンリ・シュレッサーと接触したという情報は総帥府にも知られており、セシリア・アイリーンはこの情報をもってクーデター派の真の首謀者としてキシリア・ザビの排除を画策していた。
ホト・フィーゼラー
レオポルド・フィーゼラーの祖父。サイド3が共和国として独立宣言を行った当初から多大なる貢献を果たした「オリジナル11（イレブン）」と呼ばれる集団の1人であり、ジオニック社創設メンバーの1人。現在はジオニック社が所有する観光用を兼ねた海洋コロニー「リゾンデ」（21バンチ）に隠棲している。レオポルド曰く、彼の両親に何事か非道な真似をして孫の恨みを買っている。
孫のレオポルドを公安に入庁させる際に公安の内部事情を調査させ、失踪していた公安捜査官デイビット・シラーの存在と、デイビット・シラーとロートレック少将とが密かに連絡を取り合っていることを知る。更には、レオポルドが要人暗殺連続爆破テロ事件の捜査担当になった際に孫の安全を願ってロートレック少将に接触し、真相を知ることになる。
かつては“レギンレイヴ”として政治活動も行っており、自身が持っていた“レギンレイヴ”の紋章などをロートレック少将に送り、間接的にレオポルドを手助けしていた。
『機動戦士ガンダム MSV-R ジョニー・ライデンの帰還』ではFSSへの出資者名簿に名前が載っている他、記録映像に台詞ありで数コマ登場。コミックス巻末でも解説されている。
エリック・マンスフィールド
『モビルスーツバリエーション』に登場するキャラクター。親衛隊MS部隊隊長。階級は中佐。後事をフィーリウスらに任せ、ギレン・ザビに従ってア・バオア・クーへ赴く。
フィーリウス・ストリーム
ペズンから本国親衛隊に招聘された若年のパイロットで、階級は少尉。ペズン計画のテスト・パイロットを務めていた。
若年ながらMSパイロットの技量としては、エリック・マンスフィールドに認められるほどの操縦センスを持つ。しかし同時に、若年ゆえの体力不足や気負い、経験不足も指摘されている。
首都防衛大隊が決起した際、鎮圧部隊の一員としてガルバルディαで出撃、ランス・ガーフィールドが操縦するグフカスタム“ヴァイス・ローゼ”との一騎討ちで辛勝するが、エリック・マンスフィールドの指摘通り長期戦による体力不足からの操縦ミスを起こした直後であったため、フィーリウスは「譲られた」勝利だったと悔しさを滲ませた。
戦後、母方の血筋がザビ家に近すぎて利用されかねないという事情と、ランスの遺言を受けたレオポルドの助力により、ガイウス・バネッサと共にサイド3を脱出。この際、彼らは「富裕層の家族」に偽装されたが、まだ少年だったフィーリウスに振られたのは「娘役」であった。『機動戦士ガンダム MSV-R ジョニー・ライデンの帰還』にて描かれたガイウスとの会話によると、予算はフィーゼラー家持ちとのことでエリースの提案にバネッサが乗って決まったとのこと。
バネッサ・バーミリオン
フィーリウスの部下で、階級は曹長。冷静な分析能力を持つ女性パイロットで、束ねた髪を四方に跳ねさせたポニーテールが特徴。ガイウスとコンビを組み、シールド・ランスを装備したリック・ドムを駆る。
MSによる戦闘技量は高く、フィーリウスの指示によってリック・ドムの機動性を活かせる広い親衛隊本部前に陣取ったこともあって、ガイウスと2人で首都防衛師団と首都防衛大隊のザクを11機撃墜し、ランス・ガーフィールドのグフカスタムを呼び込むことになる。
ガイウス・ゼメラ
フィーリウスの部下で、常にゴーグルを装着している巨漢。あまり深く物事を考えず「フィーリウス様をお守りできればいい」と考えている。バネッサとコンビを組み、シールド・ランスを装備したリック・ドムを駆る。
MSによる戦闘技量は高く、わざと隙を見せて相手を誘い、コンビのバネッサに仕留めさせることもできる。ランスとの戦闘で負傷する。

## 用語
ワルキューレ
ギレン総帥暗殺を目論む秘密結社的組織の1つ。ネットワークを介して定期的に会合を開いており、“レギンレイヴ”によって統率されている。
クーデター勃発に伴い、クーデター政権の樹立発表を名目として“レギンレイヴ”に招集され、初めてメンバーは顔を合わせたが、それはセシリア・アイリーン（総帥府）による画策であり、集まった反ギレン派の面々は全員射殺された。
レギンレイヴ
“ワルキューレ”の統率者的存在と目されている人物。ギレンの行動スケジュールを示唆し、ギレンや高級官僚の暗殺計画をけしかける。ジオン公国の台頭にも関与したと思われる謎の人物とされているが、元はザビ家が裏工作に使うコードネームで、ジオン公国建国の前後にはレオポルドの祖父ホト・フィーゼラーも“レギンレイヴ”として政治工作に利用していたことがある。
U.C.0079年現在は総帥府の管理下に移り、セシリア・アイリーンが反ギレン派を一掃するために利用した。
首都防衛大隊
首都防衛師団の下部組織で、同師団の副司令官であるアンリ・シュレッサー准将が大隊長を兼任する。
戦傷兵で構成されており、慰労を兼ねた｢名誉部隊｣の意味合いが強い。事実、部隊名に反して主要任務は各種式典用の助っ人が関の山であるが、隊員達はいずれも以前の所属部隊におけるエース級ばかりであったため練度その物は相当に高い。
オデッサ陥落後、地球上から引き揚げられた地上戦用装備（寒冷地用装備）など、言わば無用の装備が優先的に配備されている（逆に言えば通常装備の配備は優先度が低くなっている）。これを逆手に取り、気象管理局を制圧しコロニー内の気象を極低温の降雪状態にすることで、自分たちの練度との相乗効果により寒冷地用装備の無い親衛隊と互角以上の戦いをすることもできた。
配備されているMSは、「フリッツヘルム」とも呼ばれたMS-06FZ ザクII改 Bタイプで、機体は白く塗装され、隊章である「SHIELD OF ZEON」が描かれている。大隊旗機は白く塗装されたMS-07B3 グフカスタム（愛称「ヴァイス・ローゼ（白薔薇）」）。右腕が欠損しているランス・ガーフィールド中佐に合わせ、片手でも操縦できるように操縦系が改修されている。
エピローグでU.C.0093時の第二次ネオ・ジオン抗争において、白く塗装され「SHIELD OF ZEON」が描かれたギラ・ドーガの目撃例が語られているが、これが首都防衛大隊の関係者のものかは明らかにされていない。
首都防衛師団
司令はロートレック・ハミルトン少将。副指令にアンリ・シュレッサー准将。
ロートレックの言では、首都防衛師団と首都防衛大隊はアンリ・シュレッサーがギレン・ザビを説得して設立させたものであり、ロートレックを司令に推したのも、同じくアンリ・シュレッサーである。
ロートレックの評では、対地球連邦の戦力としては総帥府から当てにされておらず、多少思想に難があるが能力上は優秀な者をプールしておくための集団とのこと。
コミックス1巻では「公国防衛師団」となっている個所もある。
配備されているMSはMS-06Fである。防衛大隊と同じく「SHIELD OF ZEON」をエンブレムとするが、師団のものは月桂樹が添えられている。
総帥暗殺未遂事件
開戦前であるU.C.0078年に起きた事件。表向きは反動派による暗殺未遂事件だが、その実はギレン・ザビ自身（または総帥府）が開戦に至るのに邪魔となる反国家勢力を一掃するために仕掛けた事件である。デイビット・シラーが専任捜査官となったが、専任捜査官であることを含め多くは重要機密扱いで非公開情報となっている。
アンリ・シュレッサーも旧ダイクン派の重鎮として容疑者の1人であり、デイビット・シラーもアンリ・シュレッサーの下を訪れたが逮捕しなかった。また、デイビット・シラーはアンリ・シュレッサーとの面会後に失踪している（失踪の経緯は当人の節を参照）。
総帥暗殺未遂事件の実行犯4人の名前とデザインは、『MS ERA 0001〜0080 ガンダム戦場写真集』に収録された画から採られている。

## 登場兵器
サイド3首都防衛大隊
- MS-06FZ ザクII改
- MS-07B-3 グフカスタム - 大隊旗機。ランス・ガーフィールド中佐が搭乗する。
- マゼラアタック

ギレン親衛隊
- MS-17 ガルバルディα - フィーリウス・ストリーム搭乗機。
- MS-09R リック・ドム - ギレン親衛隊所属機。ヒートサーベル、円形の盾とランスを合わせた装備「シールドランス」、MMP-80マシンガンを装備。
- MS-06F2 ザクII F2型
- MS-05B ザクI
- MS-12 ギガン

## 単行本
1. 2008年2月22日 初版発行 ISBN 978-4-04-715028-7
2. 2008年12月24日 初版発行 ISBN 978-4-04-715160-4
3. 2009年7月22日 初版発行 ISBN 978-4-04-715264-9
4. 2010年3月20日 初版発行 ISBN 978-4-04-715413-1